# Faith Van Duin
Faith Van Duin (Rotorua, 26 de junio de 1986) es una artista marcial mixta neozelandesa que compite en la división de peso pluma. Ha combatido para Invicta Fighting Championships.
Pertenece a la iwi maorí de los Ngāti Puhi.

## Carrera de artes marciales mixtas

### Comienzos
Van Duin hizo su debut profesional en artes marciales mixtas en abril de 2013. Luchó principalmente en su Nueva Zelanda natal y en Australia, acumulando un récord de 4-1 antes de unirse a Invicta Fighting Championships.

### Invicta Fighting Championships
Se esperaba que Van Duin hiciera su debut promocional el 5 de diciembre de 2014 en Invicta FC 10: Waterson vs. Tiburcio contra Charmaine Tweet. Sin embargo, el combate fue desechado el 3 de diciembre después de que Tweet fuera descalificada médicamente para competir en la tarjeta.
Van Duin finalmente hizo su debut para la promoción el 24 de abril de 2015 en Invicta FC 12: Kankaanpää vs. Souza cuando se enfrentó a la estadounidense Amanda Bell. Van Duin ganó la pelea por sumisión debido a un estrangulamiento trasero desnudo en la segunda ronda. La victoria también le valió a Van Duin su primer premio a la actuación de la noche.
Van Duin se enfrentó a Cris Cyborg por el Campeonato de Peso Pluma de Invicta FC el 9 de julio de 2015 en Invicta FC 13: Cyborg vs. Van Duin.

## Carrera en kickboxing y muay thai
El 5 de noviembre, Van Duin luchó contra la ex campeona mundial de boxeo Geovana Peres por el título de los pesos pesados del WMC de Nueva Zelanda. Van Duin perdió por decisión dividida.

## Récord en artes marciales mixtas
| Resultado | Récord | Oponente          | Método                              | Evento                                  | Fecha                    | Ronda | Tiempo | Localización |
| --------- | ------ | ----------------- | ----------------------------------- | --------------------------------------- | ------------------------ | ----- | ------ | ------------ |
| Derrota   | 6–4    | Kaitlin Young     | TKO (puñetazos)                     | Invicta FC 35: Bennett vs. Rodriguez II | 7 de junio de 2019       | 3     | 3:52   | Kansas City  |
| Derrota   | 6–3    | Irene Aldana      | TKO (puñetazos)                     | Invicta FC 19: Maia vs. Modafferi       | 23 de septiembre de 2016 | 1     | 4:57   | Kansas City  |
| Victoria  | 6–2    | Charlene Watt     | Decisión (unánime)                  | Brace 41                                | 17 de junio de 2016      | 3     | NA     | Christchurch |
| Derrota   | 5–2    | Cristiane Justino | TKO (rodilla al cuerpo y puñetazos) | Invicta FC 13: Cyborg vs. Van Duin      | 9 de julio de 2015       | 1     | 0:45   | Las Vegas    |
| Victoria  | 5–1    | Amanda Bell       | Sumisión (rear-naked choke)         | Invicta FC 12: Kankaanpää vs. Souza     | 24 de abril de 2015      | 2     | 0:38   | Kansas City  |
| Derrota   | 4–1    | Arlene Blencowe   | TKO (rodilla al cuerpo)             | Storm MMA - Storm Damage 5              | 30 de agosto de 2014     | 3     | 3:00   | Canberra     |
| Victoria  | 4–0    | Kate Da Silva     | Sumisión (triangle choke)           | Storm MMA - Storm Damage 3              | 31 de agosto de 2013     | 4     | 1:36   | Canberra     |
| Victoria  | 3–0    | Arlene Blencowe   | Decisión (split)                    | Storm MMA - Storm Damage 3              | 31 de agosto de 2013     | 2     | 3:00   | Canberra     |
| Victoria  | 2–0    | Michelle Peruzzi  | TKO (puñetazos)                     | Storm MMA - Storm Damage 3              | 31 de agosto de 2013     | 1     | 2:01   | Canberra     |
| Victoria  | 1–0    | Kelly Kinita      | Sumisión (rear-naked choke)         | ETK - Sunday Session 18                 | 28 de abril de 2013      | 4     | NA     | Auckland     |